# Mesembryanthemoideae
Mesembryanthemoideae je potporodica biljaka, dio porodice čupavica (Aizoaceae). Sastoji se od dva roda. Najvažniji je rod ledenika (Mesembryanthemum), s preko 100 vrsta sukulenata u zemljama Sredozemlja.

## Rodovi
Subfamilia Mesembryanthemoideae Burnett
1. Mesembryanthemum L. (104 spp.)
2. Cheiridopsis N. E. Br. (40 spp.)
3. Calamophyllum Schwantes (3 spp.)